# Nigramma melanosticta
Nigramma melanosticta är en fjärilsart som beskrevs av Alfred Ernest Wileman och Reginald James West 1928.
Nigramma melanosticta ingår i släktet Nigramma och familjen nattflyn. Inga underarter finns listade i Catalogue of Life.